# چای با موسولینی
چای با موسولینی یا عصرانه با موسولینی (انگلیسی: Tea with Mussolini) فیلمی به کارگردانی فرانکو زفیرلی است که در سال ۱۹۹۹ میلادی منتشر شد.

## خلاصه داستان

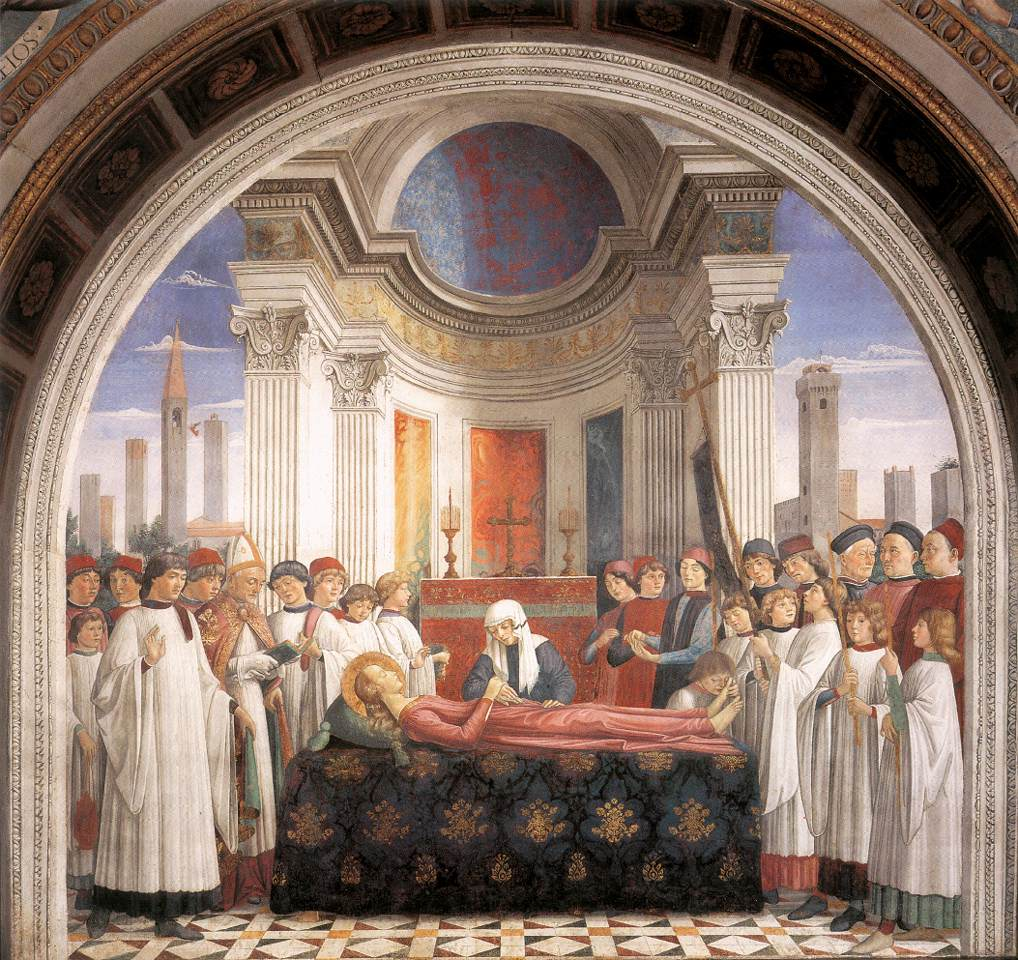
عکسی از فیلم چای با موسولینی یا عصرانه با موسولینی

سال ۱۹۳۵ میلادی در ایتالیا. پسربچه‌ای به نام لوکا که با خانواده‌اش در فلورانس زندگی می‌کند؛ مادرش درگذشته و پدرش هم وقت زیادی را با او نمی‌گذراند. اما خانمی انگلیسی (مری) که به ایتالیا آمده تا از فرهنگ اروپائی بی‌نصیب نماند، او را زیر پر و بالش می‌گیرد. «مری» و هم‌سفران او از حال و هوای فرهنگی ایتالیایی پیش از شروع جنگ جهانی دوم، حظ می‌برند و واکنش اولیه‌شان به ظهور و بالا گرفتن فاشیسم در ایتالیا نیز، ترتیب ملاقاتی مؤدبانه با موسولینی است که اطمینان حاصل کنند نیت او و سربازانش، خیر است. پس از مدتی، لوکا توسط پدرش به یک مدرسهٔ شبانه‌روزی در اتریش فرستاده می‌شود. سال ۱۹۴۰ میلادی فرا می‌رسد و شرایط زندگی برای همه کاملاً دگرگون می‌شود…

## بازیگران
- شر
- جوآن پلورایت
- جودی دنچ
- مگی اسمیت
- لیلی تاملین
- جکی بیسهارت
- کریس لارکین
- پینو کولیتسی
- ماسیمو گینی
- روبرتو فارنزی
- پائولا جیکوبس

## جوایز و نامزدها

### جوایز
- برندهٔ جایزه بهترین بازیگر نقش مکمل زن در پنجاه و سومین دوره جوایز بفتا با بازی مگی اسمیت (۲۰۰۰ میلادی)
- بهترین طراحی لباس از سندیکای سراسری روزنامه‌نگاران فیلم ایتالیا (۲۰۰۰ میلادی)

### کاندید
- جایزه تریلر طلایی - بهترین درام (۱۹۹۹ میلادی)
- بهترین طراحی لباس در پنجاه و سومین دوره جوایز بفتا (۲۰۰۰ میلادی)